# Мороз Валентин Леонідович
Валенти́н Леоні́дович Моро́з (нар. 31 січня 1938 —пом. 30 січня 2013) — український поет, журналіст, член Національної спілки письменників України.

## З біографії
Валентин Леонідович  Мороз народився в селі Люшнювате (нині Голованівського району Кіровоградської області).
Закінчив філологічний факультет Одеського державного університету. Працював у пресі, зокрема, в Немирівській районній газеті, видавництві «Маяк», Одеському літературному музеї, на Одеському обласному радіо.
Був відповідальним секретарем Одеської організації СПУ. Нагороджений медалями. Лауреат літературних премій ім. Едуарда Багрицького, премія ім. П. Г. Тичини, ім. Костянтина Паустовського

## Літературні твори
- 1962 — «Говоріть, колоски, говоріть» (Поезії)
- 1967 — «Ми — земля» (Поезії)
- 1969 — «Дерево на обрії» (Лірика)
- 1971 — «Білий-білий світ» (Лірика)
- 1975 — «Тінь дощу» (Поезії)
- 1978 — «Крило трави» (Поезії)
- 1982 — «Крізь пам'ять» (Вірші)
- 1984 — «Земле моя, доле моя» (Поезії)
- 1986 — «У ритмі сонця» (Поезії)
- 1988 — «Поезії»
- 1990 — «Осінній сад»  (Поезії) премія ім. П. Г. Тичини, 1993
- 1993 — «Пісочний годинник» (Поезії)
- 1997 — «Моя душа — як пташка на долоні» (Поезії)
- 2000 — «Ім'я тобі — кохана» (Вибрана любовна лірика)
- 2004 — «Дорога в осінь» (Вибрані поезії)
- 2007 — «Ми листуємося з лісом» (Лірика)
- 2009 — «Зелена кров веселої верби» (Збірка поезій)